# Microcharon phreaticus
Microcharon phreaticus är en kräftdjursart som beskrevs av Nicole Coineau och Lazar Botosaneanu 1973. Microcharon phreaticus ingår i släktet Microcharon och familjen Microparasellidae. Inga underarter finns listade i Catalogue of Life.